# アルビバクター属
アルビバクター属（Albibacter）は真正細菌のプロテオバクテリア門アルファプロテオバクテリア綱ヒフォミクロビウム目メチロシスティス科の属の一つである。

## 概要
"Albibacter"は、ラテン語で「白」を意味する形容詞"albus"と、新ラテン語で「桿菌」を意味する男性名詞"bacter"を組み合わせた造語であり、「白い桿菌」を意味する。グラム陰性、好気性、胞子無形成、無色の桿菌である。非運動性、又は細胞側方の単一鞭毛によって運動性を示す。二分裂によって増殖し、単独、2連鎖、又はクラスターで存在する。メタノール又はPYG寒天培地で培養したコロニーは直径1～2mmの半透明又は不透明の円形、白色、凸状、且つ粘液状である。メチルレッド及びフォーゲスプロスカウエル試験では陰性を示す。水溶性の蛍光色素は生成されない。窒素源として硝酸塩を含む培地にてインドールをトリプトファンから合成する。硝酸塩から亜硝酸塩への還元能を持つ。呼吸型の代謝を行う偏性好気性菌であり、硝酸塩の存在下においても嫌気的増殖は行われない。糖から酸化的に酸を生成するが、発酵的な生成能は持たない。でんぷんを加水分解するが、ゼラチンやセルロースは加水分解できない。好中性及び中温性であり、生育温度範囲は10～37℃且つ生育pH範囲は6.0～9.0である。塩化ナトリウム濃度3%では生育しない。
最大の特徴であり注目点は、リブロース-1,5-ビスリン酸(RuBP)経路によりC1化合物を同化する能力を持つ通性化学無機栄養且つメチル栄養細菌である点である。炭素源及びエネルギー源として広範な多炭素化合物を生育基質とする。窒素源としては、アンモニウム塩、硝酸塩、尿素、ペプトン、一部のアミノ酸、及びメチルアミンを利用できる。
主なユビキノンはQ-10である。主なリン脂質は、ホスファチジルエタノールアミン、ホスファチジルグリセロール、ホスファチジルコリン、及びカルジオリピンである。主要な細胞脂肪酸は、cis-バクセン酸（c18:1ω7）及びパルミチン酸（16:0）である。DNAのGC含量は66.7mol%である。

## 種

### アルビバクター・メチロボランス（Albibacter methylovorans）
"methylovorans"は、新ラテン語で「メチル基」を意味する中性名詞"methylum"と、「食べる」を意味する現在分詞"vorans"を組み合わせた造語であり、「メチル基を食べる」を意味する。
非運動性の短桿菌であり、直径0.9～1.0μm、長さ1.2～1.8μmである。ウレアーゼ及びカタラーゼ陽性であり、オキシダーゼ活性は非常に低い。最適な生育条件はpH 7.5～8.0且つ温度28～30℃である。次の有機化合物は炭素源として利用可能である；ジクロロメタン(DCM)、メタノール、メチルアミン、ギ酸、CO2/H2、D-グルコース、D-フラクトース、D-マンノース、L-アラビノース、D-キシロース、ソルボース、リボース、マルトース、スクロース、D-ソルビトール、D-マンニトール、イノシトール、グリセロール、ダルシトール、アドニトール、エタノール、酢酸、α-ケトグルタル酸、フマル酸、ピルビン酸、コハク酸、リンゴ酸、クエン酸、オキサロ酢酸、プロピオン酸、cis-アコニット酸、L-グルタミン酸、L-アラニン、及びアセトアミド。一方で、次の有機化合物は利用不可能である；メタン、クロロメタン、ホルムアルデヒド、ジメチルアミン及びトリメチルアミン、チオシアン酸塩、チオ硫酸塩、ジメチルスルホキシド(DMSO)、及びジメチルアセトアミド。酵母エキス（0.01% w/v）又はビオチン/チアミン混合物（両20μg/L）によって生育を刺激することが可能である。ペニシリンとリファンピシンには耐性を持つが、ゲンタマイシン、カナマイシン、アンピシリン、ネオマイシン、ノボビオシン、ナリジクス酸、テトラサイクリン、リンコマイシンには感受性を示す。
タイプ株はDM10T(= VKM B-2236T、= DSM 13819T)である。この株の16S rRNA遺伝子配列のGenBank/EMBL/DDBJアクセッション番号はAF273213である。DNAのGC含量は66.7mol%である。

### アルビバクター・ヘルベティカス（Albibacter helveticus）
"helveticus"は、ラテン語で「ヘルヴェティア（現在のスイス）由来」を意味する男性形容詞である。メチロフィラ・ヘルベティカ（Methylopila helvetica）のバシオニムである。炭素源及びエネルギー源として、ジクロロメタン、メタノール、メチルアミン、及び様々な多炭素化合物をicl-セリン経路によって利用できる。主要な細胞脂肪酸はC18:1、C16:0、C18:0、Ccy19:0であり、主要なキノンはQ-10である。タイプ株はDM9T（=CIP 106788T、=VKM B-2189T）である。この株の16S rRNA遺伝子配列のGenBank/EMBL/DDBJアクセッション番号はAF227126である。

## 歴史
- 2001年に、工業用途で広範に使用されて環境中へ多量に流出していることが問題視されている有機溶媒のジクロロメタン(DCM)、又は塩化メチレンを分解する細菌のスクリーニングの過程で、地下水からアルビバクター・メチロボランス（Albibacter methylovorans）が発見されたことが報告され、新属としてアルビバクター属が提案された[1]。
- 2016年に、メチロフィラ属のメチロフィラ・ヘルベティカ（Methylopila helvetica）がアルビバクター属であることが判明し、名称がアルビバクター・ヘルベティカス（Albibacter helveticus）に変更されるべきであることが報告された[5]。アルビバクター・メチロボランスは非運動性であったが、アルビバクター・ヘルベティカスは鞭毛により運動性を示し、従ってアルビバクター属の説明が修正された。